# رحمن‌آباد (خرم‌آباد)
رحمن‌آباد روستایی در دهستان رباط بخش مرکزی شهرستان خرم‌آباد استان لرستان ایران است.

## جمعیت
بر پایه سرشماری عمومی نفوس و مسکن در سال ۱۳۹۵ جمعیت این روستا ۱۹ نفر (۵خانوار) بوده‌است.